# Kaisermühlenbrücke
Die Kaisermühlenbrücke ist eine Schrägseilbrücke über die Neue Donau im 22. Wiener Gemeindebezirk Donaustadt. Sie ist Fußgängern und Radfahrern vorbehalten und wurde 1993 errichtet, um eine Verbindung zwischen den Wohngebieten in Kaisermühlen und den Naherholungsgebieten der Donauinsel herzustellen.